# 1956 en chimie
Cet article présente les faits marquants de l'année 1956 en chimie.

## Évènements
- Mai : le climatologue canadien Gilbert Plass publie un article fondateur, The Carbon Dioxide Theory of Climate Change[1] sur les conséquences potentielles d’une concentration accrue de dioxyde de carbone dans l’atmosphère sur un réchauffement planétaire.
- 1er juillet : le chimiste américain Denham Harman formule la théorie des radicaux libres pour expliquer le vieillissement[2].

## Publication
- (en) Mary Elvira Weeks et Henry Marshall Leicester (ill. F. B. Dains), Discovery of the elements, Journal of Chemical Education (réimpr. 1960) (1re éd. 1956)

## Prix
- Prix Nobel de chimie : Cyril Norman Hinshelwood et Nikolaï Semionov pour leurs recherches sur les mécanismes des réactions chimiques[3].
- Prix Procter & Gamble : Victor K. La Mer[4]
- Médaille Garvan-Olin : Allene R. Jeanes[5]
- Prix Ernest-Guenther : Herman Pines[6]
- ACS Award in Pure Chemistry : Paul M. Doty[7]
- Médaille Priestley : Carl S. Marvel[8],[9]
- Médaille Davy : Robert Downs Haworth en reconnaissance de ses contributions remarquables à la chimie des produits naturels, en particulier ceux contenant des systèmes hétérocycliques[10],[11].
- Faraday Lectureship : Otto Hahn et Leopold Ruzicka[12]
- Claude S. Hudson Award in Carbohydrate Chemistry : James M. D. Brown[13]
- Médaille William-H.-Nichols : Robert Burns Woodward[14]

## Naissances
- 19 janvier: Susan Solomon, chimiste américain
- 19 février : Roderick MacKinnon, biochimiste et médecin américain, prix Nobel de chimie en 2003.
- 6 février : Stuart L. Schreiber, biochimiste américain.
- 3 avril : Brigitte Boisselier, chimiste et évêque française.
- 18 juin : Istvan Markó, professeur et chercheur de chimie organique hongrois.
- 23 juin : Peter G. Schultz, chimiste américain.
- 25 juillet[15] : Frances Arnold,  ingénieure en biochimie et prix Nobel de chimie en 2018[16].
- 27 septembre : Marc Fontecave, chimiste français.
- 7 octobre : Philippe Gros, biochimiste et professeur québécois.

## Décès
- 24 févier[17] : Suzanne Zélie Pauline Veil (née en 1886), chimiste française[18].
- 17 mars : Irène Joliot-Curie (née en 1897), chimiste, physicienne, femme politique française et lauréate du prix Nobel de chimie en 1935.
- 24 mai : Martha Annie Whiteley (née en 1866), chimiste et mathématicienne anglaise.
- 30 mai[19] : Carl Neuberg (né en 1877), biochimiste allemand.
- 22 septembre[20] : Frederick Soddy (né en 1877), chimiste britannique, prix Nobel de chimie en 1921[21].
- 22 octobre[22] : Fritz Hofmann (né en 1866), chimiste allemand.
- 16 décembre : Frederick George Donnan (né en 1870), physico-chimiste britannique, connu pour ses travaux sur les équilibres chimiques et les membranes, et qui a laissé son nom à l'effet Gibbs-Donnan qui décrit le comportement de molécules chargées proches d'une membrane.